# 西比拉 (萨克森-科堡-哥达)
萨克森-科堡-哥达的西比拉（德語：Sibylla von Sachsen-Coburg und Gotha，1908年1月18日—1972年11月28日），本名西比拉·卡尔玛·玛丽亚·阿莉塞·巴蒂尔迪斯·费奥多拉（德語：Sibylla Calma Maria Alice Bathildis Feodora），西博滕公爵夫人，其為卡尔·爱德华與維多利亞·阿德萊德之女兒。現任瑞典国王卡尔十六世·古斯塔夫之母親。
1932年10月19日其與表兄瑞典的古斯塔夫·阿道夫亲王结婚。共育有四女一男:
1. 瑪格麗塔公主(Princess Margaretha), 安伯勒夫人(Mrs. Ambler) (1934－)
2. 貝爾吉塔公主(Princess Birgitta) (1937－2024)
3. 德茜蕾公主(Princess Désirée), 希爾佛斯丘男爵夫人 (1938－)
4. 克里斯蒂娜公主(Princess Christina), 马格努松夫人(Mrs. Magnusson) (1943－)
5. 卡尔十六世·古斯塔夫 (1946年－)